# Group UserSec
UserSec — пророссийская хакерская группа, известная своими кибератаками на государственные учреждения в странах НАТО во время вторжения России на Украину.

## Атаки

### США
UserSec совместно с KillNet атаковала мед.сектор США в феврале 2023 года

### Anonymous
UserSec атаковала ресурс группировки Anonymous 10 марта, атака длилась почти неделю.

### Украина и Европа
В конце апреля группа взломала сайты Европы и Украины атаки проходили с 18 по 20 апреля

### Швеция
Группа совместно с хакерами Anonymous Sudan произвела атаку на Шведскую авиакомпанию «Scandinavian Airlines (SAS)»

### Блок НАТО
Группировка весь февраль активно атаковала инфраструктуры стран блока НАТО совместно с KillNet

## Деятельность группировки
UserSec активно работает начиная с февраля 2023 года. Почти сразу заявила, что группа — мультикультурна, это значит, что она сотрудничает с хакерами из других стран В основном группировка занимается DDoS-атаками и Deface-Атаками на сайты стран блока НАТО и Украины, относительно недавно группа была присоединена к основному составу KillNet.
За полгода группировка совершила около 50 DDoS-Атак на вражеские инфраструктуры. В своём телеграм-канале хакеры выложили список со статистикой по атакам других группировок, в котором она вошла в 10 самых активных групп по DDoS-Атакам. Ранее группировка была замечена в кибератаках на DarkNet шопы по продаже запрёщеных веществ. Но с января больше таких атак они не проводили. Так же UserSec поддержала группировку Anonymous Russia, когда её основатель был задержан в Белоруссии

## UserSec Collective
25 июня 2023 года в телеграм-канале основатель группировки «user1» объявил об образовании альянса «UserSec Collective» за 24 часа в который присоединились более чем 15 хакерских группировок со всего мира, поддерживающие Россию. За 72 часа UserSec Collective атаковал медицинский сектор Румынии, командой была взломана компания «TrustTrack», после атак на Румынию и взлома компании, коллектив атаковал правительственные ресурсы Франции помимо DDoS-атак, хакеры так же взламывали французские интернет-ресурсы. После Франции, UserSec Collective атаковал Швейцарские инфрастуктуры и крупные аэропорты.

## user1
Известный российский хакер, владелец группировки UserSec. В информационном поле стал известен в феврале прошлого года. Так же, из интервью хакера известно, что он возглавлял русский Anonymous и администрировал его ветку в KillNet.